# Dai Matsumoto (skyrunning)
Pour les articles homonymes, voir Dai Matsumoto et Matsumoto.
Dai Matsumoto (松本 大, Matsumoto Dai), né le 20 décembre 1983 à Tsumagoi, est un coureur de fond japonais spécialisé en skyrunning. Il est double champion d'Asie de skyrunning. Il est l'actuel président de la Japan Skyrunning Association.

## Biographie
Né dans le village de Tsumagoi dans la préfecture de Gunma, Dai est initié à l'escalade par son père, puis à la course en montagne par son professeur d'université Tsuyoshi Kaburaki. Il découvre la discipline du skyrunning en 2006 lorsque la Skyrunner World Series débarque pour la première fois au Japon avec la Mount Ontake SkyRace. Dai participe à la course et termine à une encourageante cinquième place et meilleur Japonais. Enthousiasmé par cette expérience et désireux de recommencer, il se rend en Andorre pour participer à la SkyRace Andorra et termine à nouveau cinquième. Il devient enseignant à l'école primaire de Higashiagatsuma après ses études en sciences sociales à l'université de Gunma.
Le 31 août 2008, il remporte sa première victoire en s'imposant lors de la Mount Ontake SkyRace. Dominant l'épreuve, il franchit la ligne d'arrivée en 4 h 18 min 56 s avec plus d'une demi-heure d'avance sur Takuya Yamada.
En 2012, il décide de quitter son poste d'enseignant et de se consacrer exclusivement à sa carrière sportive, devenant effectivement un sportif professionnel. Il prend part aux SkyGames 2012 qui ont lieu dans la comarque de la Ribagorce et crée la surprise en décrochant la médaille d'argent sur la SkyRace, seulement battu par l'Espagnol Jessed Hernández.
Fort de sa première saison complète en Skyrunner World Series, il fonde en 2013 avec des amis la Japan Skyrunning Association, la fédération japonaise de skyrunning dont il est toujours président. La JSA rejoint l'ISF l'année suivante,.
Le 7 février 2015, il prend part à l'édition inaugurale des championnats d'Asie de skyrunning courus dans le cadre de la MSIG Sai Kung 50 à Hong Kong. Prenant le départ de la SkyRace, il suit de loin l'Italien Marco De Gasperi. Ce dernier se trompe de parcours et permet à Dai de prendre la tête. Il mène la course jusqu'à l'arrivée et décroche le premier titre de champion d'Asie de SkyRace,.
Le 4 décembre 2016, il s'élance comme favori sur la MSIG Lantau SkyRace, épreuve des championnats d'Asie de skyrunning. Il décroche son second titre devant le Coréen Jinwan Kim.
Il annonce sa retraite sportive en 2018 afin de se concentrer sur la promotion du skyrunning et l'organisation de compétitions.

## Palmarès
| no  | masculin           | Course                                            | Longueur | Départ          | Temps           |
| --- | ------------------ | ------------------------------------------------- | -------- | --------------- | --------------- |
| 1re | Médaille d'or      | Mount Ontake SkyRace                              | 35 km    | 31 août 2008    | 4 h 18 min 56 s |
| 2e  | Médaille d'argent  | Swiss Alpine Marathon K42                         | 42 km    | 25 juillet 2009 | 3 h 25 min 47 s |
| 2e  | Médaille d'argent  | Mount Ontake SkyRace                              | 37 km    | 30 août 2009    | 4 h 34          |
| 3e  | Médaille de bronze | Course du Mont Fuji                               | 21 km    | 23 juillet 2010 | 2 h 56 min 52 s |
| 1re | Médaille d'or      | Mount Ontake SkyRace                              | 37 km    | 29 août 2010    | 4 h 34 min 48 s |
| 1re | Médaille d'or      | OSJ Ontake SkyRace                                | 37 km    | 28 août 2011    | 4 h 29 min 44 s |
| 2e  | Médaille d'argent  | SkyGames - SkyRace                                | 21 km    | 3 juillet 2012  | 1 h 58 min 24 s |
| 1re | Médaille d'or      | OSJ Ontake SkyRace                                | 37 km    | 26 août 2012    | 4 h 47 min 45 s |
| 1re | Médaille d'or      | Course du Mont Fuji                               | 21 km    | 26 juillet 2013 | 2 h 49 min 40 s |
| 2e  | Médaille d'argent  | Mount Kinabalu Climbathon                         | 33 km    | 19 octobre 2013 | 4 h 18 min 27 s |
| 1re | Médaille d'or      | Pilipinas Akyathlon                               | 37 km    | 8 février 2014  | 3 h 39 min 6 s  |
| 1re | Médaille d'or      | Course du Mont Fuji                               | 21 km    | 25 juillet 2014 | 2 h 47 min 45 s |
| 1re | Médaille d'or      | OSJ Ontake SkyRace                                | 30 km    | 22 août 2014    | 3 h 9 min 7 s   |
| 1re | Médaille d'or      | Mount Kinabalu Climbathon                         | 33 km    | 18 octobre 2014 | 4 h 11 min 25 s |
| 1re | Médaille d'or      | Championnats d'Asie de skyrunning - SkyRace       | 28 km    | 7 février 2015  | 2 h 49 min 23 s |
| 8e  | 8e                 | Championnats du monde de skyrunning - SkyMarathon | 42 km    | 23 juillet 2016 | 4 h 16 min 55 s |
| 1re | Médaille d'or      | Championnats d'Asie de skyrunning - SkyRace       | 27 km    | 4 décembre 2016 | 3 h 1 min 23 s  |